# Schawla
Die Schawla (russisch Шавла) ist ein 58 km langer rechter Nebenfluss des Argut im zentralen Teil des Altai in Südwestsibirien (Russland). Er ist nicht zu verwechseln mit dem gleichnamigen rechten und bedeutend kürzeren Nebenfluss des Tschulyschman im östlichen Altai.

## Verlauf
Die Schawla entfließt auf 2164 m Höhe dem Oberen Schawla-See (russisch Верхнее Шавлинское озеро/Werchneje Schawlinskoje osero), der seinerseits von einer Reihe kleinerer Bäche gespeist wird, die ihren Ursprung in den Gletschern der Nordwestflanke des hier über 3700 m hohen Nördlichen Tschuja-Kammes (Sewero-Tschuisker Kammes) haben. Einige Quellen bezeichnen auch den südöstlichen Zufluss des Sees als „Schawla“, der einem kleinen, 1,3 km entfernt in genau 2400 m Höhe gelegenen Karsee entfließt.
Nach gut zwei Kilometern, teils nicht sichtbar unter Steinen und Blöcken fließend, erreicht die Schawla den in 1984 m Höhe gelegenen Mittleren Schawla-See (russisch Среднее Шавлинское озеро/Sredneje Schawlinskoje osero; ⊙). Er ist mit etwa 1,5 km Länge und bis 300 m breite der größte der Schawla-Seen und wird daher manchmal nur Schawla-See genannt, andererseits aber auch Unterer Schawla-See unter Vernachlässigung des weiter flussabwärts folgenden, bedeutend kleineren eigentlichen See dieses Namens. Das westliche Ufer des Sees ist steil, das östliche flach und teilweise bewaldet.
Nach Verlassen des Mittleren Schawla-Sees fließt die Schawla noch gut zehn Kilometer in nordwestlicher Richtung und durchquert dabei ungefähr auf halber Strecke den kleinen (etwa 300 m Durchmesser) in 1785 m Höhe gelegenen Unteren Schawla-See (russisch Нижнее Шавлинское озеро/Nischneje Schawlinskoje osero; ⊙). Dann nimmt die Schawla von rechts ihren größten Zufluss Jeschtykol auf, wendet sich abrupt in ungefähr westliche Richtung, die sie bis zu ihrer Mündung in den Argut nach weiteren etwa 50 km beibehält. Auf diesem Abschnitt erhebt sich auf der linken (südlichen) Talseite der nach dem Fluss als Schawla-Kamm bezeichnete nordwestliche Ausläufer des Nördlichen Tschuja-Kammes. Diese Talseite ist in Flussnähe etwas flacher und zumeist bewaldet, während das rechte Ufer felsig und kahl ist.
Bis knapp oberhalb des Mittleren Schawla-Sees, wie auch weiter flussabwärts bis in Höhen um 2200 m ist das Tal der Schawla vorwiegend von Lärchenwald mit vereinzelten Sibirischen Zirbelkiefern bewachsen. In geschützten Lagen, wie am Ostufer des Mittleren Schawla-Sees, ist das Unterholz relativ dicht; vielerorts wachsen Preiselbeere und Heidelbeere. Das auffälligste Tier der Wälder ist der häufig vorkommende Burunduk, während oberhalb der Baumgrenze nicht selten der Altai-Pfeifhase (Ochotona alpina) anzutreffen ist.
Der Name des Flusses ist von der altaischen Bezeichnung schaala (шаала) für „kleine Bäume“ abgeleitet.

## Hydrografie
Das Einzugsgebiet der Schawla umfasst 882 km². Zu einem bedeutenden Teil wird sie von Gletschern gespeist, wodurch ihr Wasser ein graugrüne Färbung besitzt (Gletschermilch). Die Abflussmenge an der Mündung beträgt im Jahresmittel 16 m³/s.
An der Mündung ist die Schawla etwa 25 Meter breit und bis zu zwei Meter tief; die Fließgeschwindigkeit beträgt hier 2,0 m/s.

## Infrastruktur
Die Schawla ist nicht schiffbar. Sie fließt auf ihrer gesamten Länge durch unbewohntes Gebiet; jegliche Infrastruktur in Form von Straßen oder Fahrwegen fehlt.

## Touristische Bedeutung
Das Tal der Schawla ist hauptsächlich in den Sommermonaten ein vielbesuchtes Ziel für Trekking- und Kanutouren.
Für Trekkingtouren und Bergsport ist insbesondere der Oberlauf des Flusses mit den malerische gelegenen Schawla-Seen interessant. Die meistbegangene, etwa 40 Kilometer lange Zugangsroute beginnt beim Dorf Tschibit, am Katun-Nebenfluss Tschuja und der Fernstraße M52 gelegen. Dort kann die Tschuja in gut 1100 m Höhe über eine Brücke gequert werden, worauf ein steiler Anstieg zum 2230 m hohen Oroi-Pass folgt, über den die Wasserscheide zwischen Tschuja und Schawla verläuft. Auf dem wenig niedrigeren Jeschtykol-Plateau unmittelbar jenseits des Passes hat der gleichnamige Schawla-Nebenfluss seinen Ursprung, dem der Pfad – auf dieser Seite bedeutend flacher – bis zur Mündung in die Schawla folgt; von dort auf der rechten Talseite aufwärts zu den Schawla-Seen. Die Seen sind Ausgangspunkt für Hochtouren in die Täler der benachbarten Flüsse Kurandu (mündet in den Jungur, dieser in den Argut), Maaschei (mündet in die Tschuja) oder Karagem jenseits des Hauptkammes, sowie für die Besteigung der bis zu 3764 m hohen, vergletscherten Gipfel mit den inoffiziellen Namen Metschta, Skaska und Krassawiza (russisch für „Traum“, „Märchen“ und „Die Schöne“).
Kanutouren starten gewöhnlich beim Zusammenfluss von Schawla und Jeschtykol. Der Fluss hat auf den etwa 50 km bis zur Mündung praktisch keine ruhigen Abschnitte und ist streckenweise in die russische Schwierigkeitskategorie 5 eingeordnet (entsprechend IV–V nach internationaler Wildwasserschwierigkeitsskala des ICF). Erschwerend ist, dass die Boote wegen fehlender Zufahrtsmöglichkeiten zum Startpunkt über 40 km getragen werden müssen. Ab der Mündung kann jedoch weiter über Argut und Katun zum 60 Kilometer unterhalb gelegenen Inja an der M52 abgefahren werden.